# 米赫利亞
50°9′24″N 26°48′33″E / 50.15667°N 26.80917°E
米赫利亞（烏克蘭語：Михля），是烏克蘭西部的村莊，隸屬赫梅利尼茨基州的舍佩蒂夫卡區。該村面積0.29平方公里，海拔高度228米，2001年人口959，人口密度每平方公里3,353.2人。